# Cantonul Chéroy
Cantonul Chéroy este un canton din arondismentul Sens, departamentul Yonne, regiunea Burgundia, Franța.

## Comune
- La Belliole
- Brannay
- Chéroy (reședință)
- Courtoin
- Dollot
- Domats
- Fouchères
- Jouy
- Montacher-Villegardin
- Saint-Valérien
- Savigny-sur-Clairis
- Vallery
- Vernoy
- Villebougis
- Villeneuve-la-Dondagre
- Villeroy